# Franciszek Biernacki
Franciszek Biernacki (ur. 2 kwietnia 1897 w Piotrkowie Trybunalskim, zm. 21 sierpnia 1984 w Warszawie) – polski geodeta, profesor Politechniki Warszawskiej. 

## Życiorys
Urodził się w rodzinie Karola i Antoniny z Terpiłowskich. Brat Tadeusza, współautora słów pieśni „My, Pierwsza Brygada”. Szkołę powszechną oraz gimnazjum ukończył w Warszawie (matura 1918). Od 1 lipca 1915 do października 1916 brał udział w walkach na Wołyniu i Polesiu jako żołnierz Legionów Polskich w czasie I wojny światowej. Ukończył kurs podoficerski w Zegrzu i od końca lipca 1917 działał w Polskiej Organizacji Wojskowej (POW). Od listopada 1918 służył w Wojsku Polskim w stopniu sierżanta w 36 pp Legii Akademickiej. Jako dowódca plutonu brał udział w odsieczy Lwowa (10 listopada 1918 – 1 stycznia 1919). Mianowany do stopnia podporucznika piechoty został wyznaczony na dowódcę Wojskowej Stacji Meteorologicznej na lotnisku w Warszawie (luty 1919 – październik 1922). W 1922 został porucznikiem piechoty i jednocześnie studentem (1 października 1922 – 1 lipca 1924) Oficerskiej Szkoły Topografów działającej przy Wojskowym Instytucie Geograficznym. Po ukończeniu Szkoły, w 1924, otrzymał przydział do Wydziału Kartograficznego WIG i zaliczenie w poczet Korpusu Geografów. W 1927 został awansowany do stopnia kapitana. W 1921 rozpoczął nieukończone dyplomem studia na Wydziale Filozoficznym Uniwersytetu Warszawskiego, aby w 1925 przenieść się na Politechnikę Warszawską na Wydział Geodezyjny. Studiów tych również nie ukończył dyplomem inżyniera, odkładając egzamin. W latach 1925–1939 był wykładowcą w Oficerskiej Szkole Topografów i jednocześnie wykładał kartografię (1930–1932) na Politechnice Warszawskiej. Na stopień majora został mianowany ze starszeństwem z 19 marca 1937 i 4. lokatą w korpusie oficerów geografów. W marcu 1939 pełnił służbę w Wydziale Kartograficznym WIG na stanowisku kierownika referatu przygotowań. 
Po wybuchu II wojny światowej został wraz z WIG ewakuowany do Lwowa (5–15 września 1939), a następnie internowany na Węgrzech (19 września 1939 – 2 maja 1940) skąd przedostał się do Francji, gdzie formował się WIG. Wraz z Instytutem ponownie ewakuowany (czerwiec 1940) do Glasgow. W Szkocji przebywał jako pracownik WIG w Perth i Edynburgu do 20 października 1947. 
Po powrocie do kraju (5 grudnia 1947) został zwolniony z czynnej służby wojskowej. 14 lutego 1948 Rada Wydziału Geodezji Politechniki Warszawskiej przyznała Biernackiemu tytuł inżyniera w zakresie miernictwa stosowanego (inżynier zawodowy). 16 marca rozpoczął pracę w Geodezyjnym Instytucie Naukowo-Badawczym jako kierownik Oddziału Kartograficznego (1948–1952). Wznowił ponadto studia geodezyjne, które zakończył pracą dyplomową i zdanymi egzaminami oraz przyznaniem 26 czerwca 1948 tytułu inżyniera geodety, a po złożeniu i obronie pracy doktorskiej, na posiedzeniu Rady Wydziału Geodezyjnego (3 maja 1949) otrzymał tytuł doktora nauk technicznych. Zwieńczeniem było wydanie pracy Teoria odwzorowań powierzchni dla geodetów i kartografów (Główny Urząd Pomiarów Kraju, Warszawa 1949).
Od 1949 pracował na Politechnice Warszawskiej, jako adiunkt, samodzielny pracownik naukowy i zastępca profesora. 27 maja 1955 otrzymał, nadany przez Centralną Komisję Kwalifikacyjną dla Pracowników Nauki, tytuł profesora nadzwyczajnego. W latach 1949–1962 wykładał kartografię, również na Uniwersytecie Warszawskim, początkowo jako adiunkt, a następnie jako profesor nadzwyczajny. Promotor 5 prac doktorskich.
Zmarł w Warszawie, pochowany na cmentarzu Powązkowskim (kwatera 293-2-3). 

## Publikacje
W 1925 napisał pierwszą broszurę „Przyszłość, przeszłość i stan obecny Mapy Polskiej” (WIG, Warszawa 1925). Autor 60 prac naukowych z dziedziny geodezji i kartografii, m.in.: „Odwzorowania Quasi-stereograficznego WIG” (współautor, Warszawa 1939) oraz „Podstaw teorii odwzorowań kartograficznych” (PWN, Warszawa 1973).

## Funkcje (wybór)
- prodziekan do spraw dydaktyki na Wydziale Geodezji i Kartografii Politechniki Warszawskiej (1958–1960)
- członek Komisji Dyscyplinarnej Studentów PW (1956–1959)
- członek Komitetu do Spraw Kartografii Ogólnej przy Prezesie GUGiK (od 1965)
- członek Stowarzyszenia Geodetów Polskich (od 1949)
- członek Polskiego Towarzystwa Geograficznego (od 1948)

## Ordery i odznaczenia
- Krzyż Niepodległości (2 sierpnia 1931)[7]
- Złoty Krzyż Zasługi
- Srebrny Krzyż Zasługi (19 marca 1931)[8]
- Medal Pamiątkowy za Wojnę 1918–1921
- Medal Dziesięciolecia Odzyskanej Niepodległości